# Коммунистическая партия Польши (2002)
Это статья о польской коммунистической организации, созданной в 2002 году.
 
О других организациях с аналогичным названием см. статьи Коммунистическая партия Польши и Коммунистическая партия Польши (1965).
Коммунистическая партия Польши (КПП; пол. Komunistyczna Partia Polski, KPP) — политическая партия неокоммунистического толка в Польше.
Создана 20 июля 2002 года. Партия считает себя историческим и идеологическим преемником Коммунистической партии Польши, существовавшей в 1918—1938 годах.

## История
Партия создана 20 июля 2002 г. и зарегистрирована 9 октября 2002 года активистами, ранее состоявшими в Союзе польских коммунистов «Пролетариат», после постановления суда о ликвидации этой организации. Учредителями партии были Мартин Адам, Юзеф Лахут, Мариан Инделак и Кристина Ковалик. Один раз в четыре года проводится партийный съезд (проходили в 2002, 2006, 2010, 2015 и 2019 гг.). 
На парламентских выборах в 2005 и 2007 гг. польские коммунисты поддержали кандидатов Польской партии труда. На президентских выборах в 2005 г. коммунисты поддержали кандидатуру представителя Польской партии труда Даниэля Подржуцкого, который погиб в результате ДТП за несколько дней до выборов. На президентских выборах 2010 г. партия поддержала кандидатуру Гжегоша Наперальского из Союза демократических левых сил.
Партия участвует в конференциях Всемирной антиимпериалистической платформы.

## Руководители партии
- с 14 декабря 2002 года по 8 декабря 2006 года — Марцин Адам
- с 8 декабря 2006 года по 11 декабря 2010 года — Юзеф Лахут
- с 11 декабря 2010 года — Кшиштоф Швей, инженер, избран на Третьем съезде партии.

## Правовой статус
Существование коммунистических партий в Польше и их деятельность являются законными до тех пор, пока они придерживаются идеологии коммунистической системы, избегая тоталитарных методов и практик. Аналогичным образом, коммунистическая символика не запрещена в Польше. Польская коммунистическая партия полностью дистанцируется от использования тоталитарных методов.
В 2013 году активист консервативной партии «Право и справедливость» Бартош Ковнацкий потребовал запретить КПП из-за предполагаемого распространения тоталитаризма. Прокуратура провела расследование и прекратила его, не обнаружив доказательств преступления. С 2015 по 2019 год шёл судебный процесс по делу о предполагаемом продвижении тоталитарной системы активистами КПП в журнале «Brzask». 18 января 2019 года окружной суд в Домброва-Гурниче признал редакторов журнала «Brzask» невиновными в предполагаемых правонарушениях.
В 2020 году генеральный прокурор и министр юстиции Збигнев Зёбро обратились в Конституционный суд с просьбой запретить партию, утверждая, что она придерживается тоталитарной идеологии и стремится к насильственному захвату власти.